# 分子構造
分子構造（ぶんしこうぞう、molecular structure、molecular geometry）とは、分子の幾何学的構造をいい、例えば原子間距離や配向などをさす。分子構造を調べるには、主に回折法と分光法が用いられる。

## 原子配置
分子の構造は構成する原子の電子雲による斥力と、化学結合による引力との均衡により決定づけられる。前者は閉殻電子に起因するので球対称とみなすことができるが、後者は電子軌道はs軌道以外の原子価軌道や混成軌道は方向性をもつ。
また引力の大きさは内殻電子による遮蔽を受けた原子核の有効電荷と分子軌道上の電子分布により決定される為、結合力は構造の位置が変化すると原子間の結合性軌道の重なり具合により連続的に変化する。
そして、分子を構成する原子は内部エネルギーにより振動しているので、分子構造の示す位置は平均的な重心位置を意味する。

### 結合角
分子間の中心角は、分子構造に自由度が大きい場合は分子軌道の種類によってほぼ一定の結合角をもつ。例えば、炭素の場合、sp3結合は109.47度（109度28分）、sp2結合は120度、sp結合は180度である（記事 結合角、原子価殻電子対反発則に詳しい）。

### 結合距離
結合を介した分子内の原子の距離は結合距離（けつごうきょり、bond distance）、結合の長さ（けつごうのながさ、bond length）、原子間距離（げんしかんきょり、interatomic distance）などと呼ばれる。
前述のような原因の斥力と引力とで結合力が決定づけられるので、原子の種類と結合の種類とにより結合距離は密接な関係がある。
すなわち、共有結合の場合、結合距離は原子の種類と多重度により経験的に一定の値を取ることが知られている。また、イオンの場合も原子の種類とイオンの価数に応じた一定の値を取る。
つまりおよその結合距離は、共有結合の場合はそれぞれの原子の共有結合半径の和であらわされ、イオン結合の場合はそれぞれの原子のイオン半径の和であらわされる。

## 分子構造を調べる手法

### 回折法
規則性のある構造を持つ試料に有効で、波動の干渉作用を利用する。
X線回折法、中性子回折法、電子回折法

### 分光法
回転スペクトルを観測することによって、慣性モーメントが求められ、原子間距離を計算できる。